# Albert Husson
Pour les articles homonymes, voir Husson (homonymie).
Albert Husson est un auteur dramatique français et un directeur de théâtre, né le 3 août 1912 à Lyon, où il est mort le 16 décembre 1978.

## Biographie
Docteur en droit, il hérite d'une affaire de bijouterie en gros. C'est pendant l'Occupation que, par désœuvrement, il se met à écrire ses premières pièces.
Il est secrétaire général du théâtre des Célestins de Lyon de 1944 à 1959. Le 26 janvier 1968, il est nommé avec Jean Meyer à la direction du théâtre, qui a produit de nombreuses adaptations aussi bien pour le théâtre que la télévision. Il se charge plus particulièrement de la direction administrative, tandis que Jean Meyer assure la direction artistique.
Sa comédie en trois actes, « La Cuisine des anges », fera l’objet d’un film américain (We're No Angels) réalisé par Michael Curtiz, sorti en 1955 en France sous son titre original, puis d’une  autre version, par Neil Jordan, en 1989, « Nous ne sommes pas des anges » (We're No Angels).
Albert Husson était membre de l'Académie des sciences, belles-lettres et arts de Lyon (élu le 10 juin 1958).

### Vie privée
Marié, il a un fils, Bernard, né en 1937 à Lyon.

## Comédien
- 1936 : Romance de Robert de Flers et Francis de Croisset d'après Edward Sheldon, Théâtre des Célestins
- 1937 : La Veuve joyeuse de Robert de Flers et Gaston Arman de Caillavet, musique Franz Lehár, Théâtre des Célestins

## Œuvres

### Adaptateur
- 1959 : La Copie de Madame Aupic d'après Gian-Carlo Menotti, mise en scène Daniel Ceccaldi, Théâtre Fontaine, Théâtre des Célestins
- 1962 : Flora de Fabio Mauri et Franco Brusati, mise en scène Jules Dassin, Théâtre des Variétés
- 1963 : La Crécelle de Charles Dyer, mise en scène Michel Fagadau, Théâtre de la Gaîté-Montparnasse
- 1965 : Liola de Luigi Pirandello, mise en scène Bernard Jenny, Théâtre du Vieux-Colombier
- 1965 : Le Mal de Test d'Ira Wallach, mise en scène Pierre Dux, Comédie des Champs-Élysées
- 1965 : Le Jour de la tortue de Pietro Garinei et Sandro Giovannini, mise en scène des auteurs et Robert Manuel, Théâtre Marigny
- 1966 : Le Théâtre de la jeunesse : L'Homme qui a perdu son ombre d'après le conte Peter Schlemihl d'Adalbert de Chamisso, réalisation Marcel Cravenne, première diffusion : 16/07/1966
- 1966 : Comment naît un scénario de cinéma de Cesare Zavattini, adaptation avec Hubert Gignoux, mise en scène Hubert Gignoux, Théâtre de l'Athénée
- 1968 : Adieu Berthe d'Allen Boretz et John Murray, adaptation avec Francis Blanche, mise en scène Jacques Charon, Théâtre des Bouffes Parisiens
- 1969 : Le Soldat inconnu et sa femme de Peter Ustinov, mise en scène de l'auteur, Théâtre des Célestins
- 1969 : Le monde est ce qu'il est d'Alberto Moravia, mise en scène Pierre Franck, Théâtre des Célestins, Théâtre de l'Œuvre
- 1969 : Cash-Cash d'Alistair Foot et Anthony Marriott, mise scène Michel Vocoret, Théâtre Fontaine
- 1971 : Le Dieu Kurt d'Alberto Moravia, mise scène Pierre Franck, Théâtre des Célestins, Théâtre Michel
- 1971 : Joyeuse Pomme de Jack Pulman, mise scène Jacques Rosny, Théâtre des Célestins
- 1975 : Un mois à la campagne d'Ivan Tourgueniev, mise en scène Jean Meyer, Théâtre des Célestins
- 1976 : Hedda Gabler d'Henrik Ibsen, mise en scène Jean Meyer, Théâtre des Célestins
- 1976 : Qui est qui ? de Keith Waterhouse et Willis Hall, Théâtre Moderne
- 1978 : Le Colonel Chabert d'après Honoré de Balzac, mise en scène Jean Meyer, Théâtre des Célestins
- 1984 : La Mal de test d'Ira Wallach, mise en scène Raymond Gérôme, Comédie des Champs-Élysées
- 1987 : Drôle de couple de Neil Simon, mise en scène Jean-Luc Moreau, Théâtre des Célestins

### Auteur
- 1943 : L'Immortel Saint-Germain, mise en scène Charles Gantillon, Théâtre des Célestins
- 1947 : Monsieur Providence, pièce en 2 actes et un prologue, Théâtre Gramont
- 1948 : Jardin français, dialogues, mis en scène par Julien Bertheau, Théâtre des Célestins
- 1948 : La Ligne de chance, mise en scène Charles Gantillon, Théâtre des Célestins
- 1952 : La Cuisine des anges, mise en scène Christian-Gérard, Théâtre du Vieux-Colombier
- 1953 : Les Pavés du ciel, mise en scène Christian-Gérard, Théâtre des Célestins
- 1956 : La Nuit du 4 août, mise en scène Christian-Gérard, théâtre Édouard VII
- 1956 : L'Ombre du cavalier, mise en scène Julien Bertheau, Théâtre des Célestins
- 1957 : Les Pigeons de Venise, mise en scène Louis Ducreux, Théâtre des Célestins, Théâtre Michel
- 1958 : La Grande Revue du bimillénaire, en collaboration avec Jacques Bodoin, Erge, R. Moreau, Xavier Salomon, Berier, Migy, André Marcel, Théâtre des Célestins
- 1958 : Une leçon de chant pièce en un acte, mise en scène Charles Gantillon, Théâtre des Célestins
- 1958 : Le Valet de quatre cœurs d'après Servitore de due padroni de Carlo Goldoni, mise en scène Charles Gantillon, Théâtre des Célestins
- 1961 : L'Impromptu des collines, mise en scène Julien Bertheau, Théâtre du Tertre, Théâtre des Célestins
- 1961 : Claude de Lyon, mise en scène Julien Bertheau, Théâtre du Tertre, Théâtre des Célestins
- 1963 : Le Système Fabrizzi, mise en scène Sacha Pitoëff, Théâtre Moderne
- 1963 : Le Théâtre de la jeunesse : La Surprenante Invention du Professeur Delalune, réalisation Marcel Cravenne, première diffusion : 30/11/1963
- 1964 : Devant que les chandelles…, Théâtre des Célestins
- 1965 : Le Théâtre de la jeunesse : Sans-souci ou Le Chef-d'œuvre de Vaucanson, réalisation Jean-Pierre Decourt, première diffusion : 22/05/1965
- 1966 : La Bouteille à l'encre, mise en scène Jean-Pierre Grenier, Théâtre Saint-Georges
- 1969 : La Paille humide, mise en scène Michel Roux, Théâtre de la Michodière
- 1972 : Le Plaisir conjugal d'après Lysistrata d'Aristophane, Théâtre de la Madeleine
- 1973 : Le Paysan parvenu d'après Marivaux, mise en scène Jean Meyer, Théâtre des Célestins
- 1974 : Bonne Fête Amandine, mise en scène Jacques Mauclair, Théâtre des Célestins
- 1978 : Le Colonel Chabert, avec Jean Meyer, d'après Honoré de Balzac, réalisation Pierre Sabbagh, Théâtre Marigny

### Collaborateur artistique
- 1978 : Boule de Suif d'après Guy de Maupassant, mise en scène Jean Meyer, Théâtre des Célestins

## Prix
- 1947 : Grand Prix de la Société des Auteurs pour Monsieur Providence
- 1962 : Prix Paul-Hervieu de l’Académie française pour Claude de Lyon